# Кривошапкин, Борис Васильевич
Борис Васильевич Кривошапкин (4 марта 1928, Северо-Двинская губерния — 26 августа 1989, Котлас, Архангельская область) — дорожный мастер Котласской дистанции пути Северной железной дороги, Архангельская область, Герой Социалистического Труда (1971).

## Биография
Родился 4 марта 1928 года в деревне Петровская Великоустюгского района Северо-Двинской губернии (ныне Котласского района Архангельской области) в крестьянской семье. Трудовую биографию начал в возрасте 12 лет, работая в колхозе «Восьмое марта» в родном селе. Его отец, Василий Алексеевич Кривошапкин являлся создателем и руководителем первого колхоза на территории Котласского района. 19 октября 1933 года он был убит из мести кулаками, после чего его жена осталась одна с четырьмя детьми.
В 1942 году, после окончания путейской школы, Борис пришел работать на железную дорогу. В четырнадцать лет начал трудиться путевым рабочим в Киземской дистанции пути, а уже в пятнадцать стал путевым обходчиком. В 1946 году, в возрасте восемнадцати лет, после окончания путейской школы, стал бригадиром Печорской железной дороги.
В 1948 году получил свою первую награду — знак «Отличный путеец». В 1949 году после окончания годичных курсов стал дорожным мастером, а через 8 лет — старшим мастером. С 1950 по 1954 год служил в рядах Советской армии. После демобилизации вернулся к работе на Северной железной дороге.
С апреля 1961 года работал в Котласской дистанции пути дорожным мастером на станции Удима. Внёс целый ряд ценных рационализаторских предложений по использованию переносных электростанций, электрогаечных ключей, электрошпалоподбоек, гидрорихтовщиков, электрорельсорезок и другого оборудования на вверенном участке. Впервые на дороге на станции Удима, а потом на станции Котлас-Узел по собственной разработке и конструкции осуществил обдув стрелок электровентиляторами, тем самым была решена проблема борьбы со снежными заносами стрелки. В результате, прекратились задержки поездов из-за напрессовки и заносов снегом.
С именем Б. В. Кривошапкина также связана работа по удлинению путей на станции Удима, что стало вторым прецедентом на Северной железной дороге. По его собственным проектам на станции было проведено удлинение путей с перекладкой горловины и досыпкой земляного полотна.
В конце 1960-х и 1970-х годах, будучи передовиком, активно занимался наставничеством — временно переходил на отстающие или сложные в обслуживании участки работы. Так, благодаря его работе, на ранее загруженном участке Сольвычегодск — Котлас-Узел — Ядриха было решены все проблемы с загруженностью и разрешено движение пассажирских поездов до 100 км/час, грузовым — до 80 км/час.
Кроме того, придумал нехитрый метод охраны труда, позволивший добиться снижения травмоопасности. Ежедневно по очереди из рабочих бригады назначался дежурный по охране труда, задачей которого было проверить перед выходом на работу состояние и исправность техники, механизмов, инструмента, следить в процессе работы за технологией выполнения работ, ограждением места работ сигналами, своевременным уходом рабочих с пути перед приближающимися поездами. Благодаря этому методу более 10 лет на дистанции не было ни малейшего случая травматизма. Метод обобщался и был представлен на ВДНХ СССР.
В 1966 году за отличное содержание текущего состояния пути, активную научно-техническую работу по внесению и внедрению в производство рационализаторских предложений был награждён орденом Трудового Красного Знамени. За инициативы в обеспечении пропуска поездов в условиях низких температур в 1969 году получил звание «Почетный железнодорожник».
Указом Президиума Верховного совета СССР от 4 мая 1971 года за выдающиеся успехи в выполнении заданий восьмой пятилетки Кривошапкину Борису Васильевичу присвоено звание Героя Социалистического Труда с вручением ордена Ленина и золотой медали «Серп и Молот».
В 1972 году ему было присвоено звание «Лучший дорожный мастер Северной железной дороги». В этом же году он был занесен в Книгу почета Северной железной дороги и в Дорожную книгу трудовых подвигов. В 1973 году был награждён знаком «Победитель социалистического соревнования МПС и ЦК профсоюза» с занесением в Книгу почета МПС и ЦК профсоюза. За 46 лет трудового стажа на дистанции и Северной железной дороге получил 131 поощрение, благодарность, премию.
Б. В. Кривошапкин с 1965 по 1971 год избирался депутатом Удимского поселкового Совета, с 1971 по 1975 год был депутатом Котласского районного Совета. В 1972 году избирался делегатом 21-го съезда профсоюза рабочих железнодорожного транспорта.
С 1988 года Б. В. Кривошапкин — на пенсии.
Жил в городе Котлас Архангельской области. Скончался 26 августа 1989 года. Похоронен в Котласе.
Награждён орденом Ленина, орденом Трудового Красного Знамени, медалями; знаками «Почетный железнодорожник», «Отличный путеец», «Лучший дорожный мастер Северной железной дороги».
В Котласе на здании Котласской дистанции пути установлена мемориальная доска Б. В. Кривошапкину.